# Guangxi Normal University Press
 (février 2025).
Si vous disposez d'ouvrages ou d'articles de référence ou si vous connaissez des sites web de qualité traitant du thème abordé ici, merci de compléter l'article en donnant les références utiles à sa vérifiabilité et en les liant à la section « Notes et références ».
Guangxi Normal University Press (GNUP, en chinois : 广西师范大学出版社), est une maison d'édition universitaire située à Guilin, une ville du sud de la Chine.

## Histoire
Fondée le 18 novembre 1986, Guangxi Normal University Press forme le Guangxi Normal University Press Group Co. en 2009. GNUP Group possède plus de vingt entreprises indépendantes réparties à Beijing, Shanghai, Shenzhen, Nanning, Guilin, Melbourne, Singapour, Londres, New York, en Croatie, et en d'autres lieux encore.

## Activités
Le groupe est actif dans divers domaines, notamment l'édition de livres, l'édition audio/numérique, la conception, l'impression, la formation éducative, l'organisation d'expositions, le conseil, les voyages, les galeries d'art et l'immobilier.
Les domaines de publication couvrent les sciences sociales, la culture, l'histoire, la littérature, la philosophie, la biographie, l'éducation, la jeunesse et les livres généraux.